# Palacio de Gobierno de Coahuila
El Palacio de Gobierno de Coahuila, también conocido como Palacio Rosa, es la sede oficial del Poder Ejecutivo Estatal de Coahuila de Zaragoza. Está ubicado frente a la Plaza de Armas en Saltillo, la capital del estado. En este recinto, construido originalmente en 1808, se recrean a través de sus diversas áreas, pinturas y murales, las raíces históricas que dan cuenta de importantes momentos en la vida de México y de la entidad.
En la parte posterior del Palacio de Gobierno, se encuentra la fuente de la Nueva Tlaxcala, construida en 1991 para conmemorar el cuarto centenario de la llegada de los tlaxcaltecas que poblaron Saltillo. En este sitio se encuentra el monumento que simboliza la unión del pueblo de San Esteban de la Nueva Tlaxcala con la Villa de Santiago del Saltillo, el pasaje histórico que da origen ciudad.

## Salones

### Salón Gobernadores

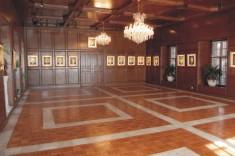
Salón Gobernadores.

El Salón Gobernadores es el recinto más distinguido del Palacio de Gobierno, en el que se realizan ceremonias del Ejecutivo Estatal. En esta sala se ubica la galería con los retratos de los hombres que han encabezado el Gobierno de Coahuila, desde Don Venustiano Carranza, hasta la fecha.

### Salón Carranza

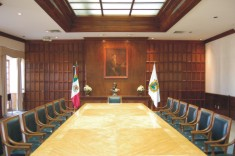
Salón V. Carranza.

El Salón Carranza, contiguo al Despacho del Gobernador, es sitio de reuniones de trabajo del Ejecutivo del Estado con integrantes de su equipo de trabajo o grupos diversos para tratar asuntos de interés del Estado. Se denomina así en honor a Don Venustiano Carranza, quien como Gobernador de Coahuila en 1913, desconoció al gobierno usurpador de Huerta e inició la Revolución Constitucionalista.

### Salón Presidentes

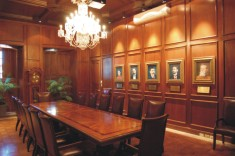
Salón Presidentes.

El Salón Presidentes es la sala de juntas del Gobernador del Estado y se denomina así pues se exhiben las pinturas de los coahuilenses que, como Presidentes de México, han forjado la historia y el destino de este país: el General Melchor Múzquiz, Don Francisco I. Madero González, el General Eulalio Gutiérrez Ortiz, el General Roque González Garza y Don Venustiano Carranza Garza.

### Salón Municipalidades

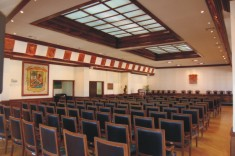
Salón Municipalidades.

El Salón Municipalidades es el recinto decorado con los escudos realizados en madera de los 38 municipios que conforman el estado, unidos por el Federalismo impulsado por el Coahuilense Don Miguel Ramos Arizpe.

## Mural
Se encuentra en el muro oriental del primer piso del patio central del Palacio de Gobierno. Es una obra del muralista mexicano, Salvador Almaraz López, dividida en nueve retablos con los temas: 
1. Época primitiva indígena-nómada y el mestizaje hispano-tlaxcalteca, la fundación del Estado de Coahuila.
2. Época de Independencia, de la Reforma y del Imperio.
3. Don Miguel Ramos Arizpe, Padre del Federalismo en México.
4. Los Republicanos contra los Imperialistas, la Reforma, la Intervención y el Imperio 1854 a 1867.
5. Inicio de la Revolución Mexicana, 1910 a 1913.
6. Causas de la Revolución Mexicana; de 1910 a 1920.
7. La Revolución Constitucionalista o Carrancista, segunda etapa de la Revolución Mexicana: 1913 a 1920.
8. Alegorías y representaciones sobre el agro, la industria y la minería, su comercio, sus programas y la realización de obras públicas.
9. La cultura en Coahuila a través de sus instituciones, sus maestros, hombres de letras, y de cultura en general.

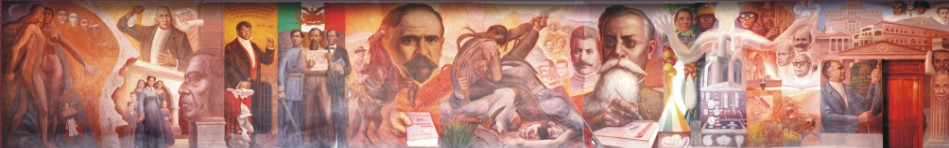
Mural de la Historia de Coahuila.